# Regulamentul privind serviciile digitale
Regulamentul privind serviciile digitale (DSA) este un regulament al Uniunii Europene adoptat în 2022, care vizează conținutul ilegal, publicitatea transparentă și combaterea dezimformării. El a fost propus împreună cu regulamentul privind piețele digitale și actualizează Directiva privind comerțul electronic din 2000.
DSA se aplică platformelor online și intermediarilor, precum rețelele sociale, piețele digitale și magazinele de aplicații. Printre cerințele principale se numără:
- obligația de a dezvălui autorităților modul în care funcționează algoritmii,
- de a informa utilizatorii cu privire la deciziile de moderare a conținutului,
- de a impune controale mai stricte asupra publicității personalizate
- de a respecta reguli speciale pentru platformele și motoarele de căutare cu peste 45 de milioane de utilizatori activi în UE.

## Sancțiuni
Companiile care nu respectă noile obligații riscă amenzi de până la 6% din cifra de afaceri anuală globală. Comisia poate aplica și penalități periodice de până la 5% din cifra de afaceri zilnică medie pentru fiecare zi de întârziere în respectarea măsurilor reparatorii sau a angajamentelor asumate. În cazuri extreme, în care încălcările continuă, provoacă daune grave utilizatorilor și implică infracțiuni care amenință viața sau siguranța persoanelor, Comisia poate solicita suspendarea temporară a serviciului respectiv.

## Platforme online mari
La 23 aprilie 2023, Comisia Europeană a publicat o primă listă cu 19 platforme online care vor fi obligate să se conformeze începând cu 25 august 2023.  Acestea includ următoarele platforme online foarte mari (VLOP) cu peste 45 de milioane de utilizatori activi lunar în UE la 17 februarie 2023.
- AliExpress
- Amazon
- App Store (Apple)
- Booking.com
- Facebook
- Google Play
- Google Maps
- Google Search
- Google Shopping
- Instagram
- LinkedIn
- Microsoft Bing
- Pinterest
- Pornhub
- Shein
- Snapchat
- Stripchat
- Temu
- TikTok
- Wikipedia
- X (anterior Twitter)
- XNXX
- XVideos
- YouTube
- Zalando

## Impact
În august 2024, TikTok a fost de acord să retragă funcția de recompense TikTok Lite după ce aceasta a fost investigată în temeiul DSA din cauza îngrijorărilor legate de „efectul său de dependență”, în special pentru copii.
Un studiu din 2024 privind comentariile șterse de pe Facebook și YouTube a sugerat că „platformele, paginile sau canalele ar putea elimina excesiv conținutul pentru a evita sancțiunile de reglementare”.